# Madison Julio
Madison Marcelo Julio Santos (Pimampiro; 10 de octubre de 1997) es un futbolista ecuatoriano. Juega de mediocampista y su equipo actual es Vinotinto Ecuador de la Serie A de Ecuador.

## Trayectoria
Realizó las formativas en Liga Deportiva Universitaria, luego pasó por diversos equipos como San Antonio, Deportivo Quito, e Independiente del Valle en los siguientes años. Su trayectoria continuó con periodos en El Nacional, Clan Juvenil, y Técnico Universitario. Posteriormente, experimentó cambios de clubes en 2019, incluyendo Atlético Santo Domingo y América de Quito en 2020. En 2021, jugó para Chacaritas, nuevamente en Atlético Santo Domingo, y Miguel Iturralde.
En 2022 pasó a El Nacional que disputaba la Serie B de Ecuador, y con el cual consigue el ascenso a la Serie A al quedar campeón del torneo. Fue ratificado para la temporada 2023 para disputar la Serie A y la Copa Libertadores de ese año, en dicho torneo compitió desde la primera fase donde anotó el segundo gol en el partido de vuelta en la victoria 3-1 ante Nacional Potosí de Bolivia, logrando avanzar a la segunda fase donde fueron eliminados ante Independiente Medellín de Colombia. Al término de la temporada 2023 decidió abandonar el club, debido a una deuda pendiente de dos meses y medio a sus jugadores.
El 5 de diciembre de 2023, fue presentado como nuevo jugador del F. C. Oleksandria de la Liga Premier de Ucrania con un contrato extendido hasta el 2026.
El 20 de junio de 2024, Madison Julio fue presentado como mediocampista de Liga Deportiva Universitaria de Quito de la Serie A de Ecuador, con contrato firmado hasta diciembre de 2025. Tras finalizar el torneo renovó por un año más con el club y cedido sin opción de compra al Técnico Universitario. En junio de 2025 fue cedido por seis meses al Vinotinto Ecuador.

## Estadísticas

### Clubes
Actualizado al último partido disputado el 18 de agosto de 2025.
| Club                                   | Div.          | Temporada     | Liga  | Liga  | Copas nacionales | Copas nacionales | Copas internacionales | Copas internacionales | Total | Total | Total  |
| Club                                   | Div.          | Temporada     | Part. | Goles | Part.            | Goles            | Part.                 | Goles                 | Part. | Goles | Asist. |
| -------------------------------------- | ------------- | ------------- | ----- | ----- | ---------------- | ---------------- | --------------------- | --------------------- | ----- | ----- | ------ |
| Deportivo Quito · Ecuador              | 1.ª           | 2015          | 4     | 0     | —                | —                | —                     | —                     | 4     | 0     | 0      |
| Deportivo Quito · Ecuador              | 2.ª           | 2016          | 3     | 0     | —                | —                | —                     | —                     | 3     | 0     | 0      |
| Deportivo Quito · Ecuador              | Total club    | Total club    | 7     | 0     | 0                | 0                | 0                     | 0                     | 7     | 0     | 0      |
| Clan Juvenil · Ecuador                 | 1.ª           | 2017          | 4     | 0     | —                | —                | —                     | —                     | 4     | 0     | 0      |
| Clan Juvenil · Ecuador                 | 2.ª           | 2018          | 9     | 0     | —                | —                | —                     | —                     | 9     | 0     | 0      |
| Clan Juvenil · Ecuador                 | Total club    | Total club    | 13    | 0     | 0                | 0                | 0                     | 0                     | 13    | 0     | 0      |
| Técnico Universitario · Ecuador        | 1.ª           | 2018          | 8     | 0     | —                | —                | —                     | —                     | 8     | 0     | 0      |
| Técnico Universitario · Ecuador        | 1.ª           | 2019          | 5     | 0     | 0                | 0                | —                     | —                     | 5     | 0     | 0      |
| Atlético Santo Domingo · Ecuador       | 2.ª           | 2019          | 3     | 0     | —                | —                | —                     | —                     | 3     | 0     | 0      |
| Atlético Santo Domingo · Ecuador       | Total club    | Total club    | 3     | 0     | 0                | 0                | 0                     | 0                     | 3     | 0     | 0      |
| América de Quito · Ecuador             | 2.ª           | 2020          | 12    | 1     | —                | —                | —                     | —                     | 12    | 1     | 0      |
| América de Quito · Ecuador             | Total club    | Total club    | 12    | 1     | 0                | 0                | 0                     | 0                     | 12    | 1     | 0      |
| Miguel Iturralde · Ecuador             | 3.ª           | 2021          | 8     | 1     | —                | —                | —                     | —                     | 8     | 1     | 0      |
| Miguel Iturralde · Ecuador             | Total club    | Total club    | 8     | 1     | 0                | 0                | 0                     | 0                     | 8     | 1     | 0      |
| El Nacional · Ecuador                  | 2.ª           | 2022          | 33    | 0     | 9                | 0                | —                     | —                     | 42    | 0     | 0      |
| El Nacional · Ecuador                  | 1.ª           | 2023          | 21    | 1     | —                | —                | 4                     | 1                     | 25    | 2     | 1      |
| El Nacional · Ecuador                  | Total club    | Total club    | 54    | 1     | 9                | 0                | 4                     | 1                     | 67    | 2     | 1      |
| F. C. Oleksandria · Ucrania            | 1.ª           | 2023-24       | 0     | 0     | 0                | 0                | —                     | —                     | 0     | 0     | 0      |
| F. C. Oleksandria · Ucrania            | Total club    | Total club    | 0     | 0     | 0                | 0                | 0                     | 0                     | 0     | 0     | 0      |
| Liga Deportiva Universitaria · Ecuador | 1.ª           | 2024          | 15    | 0     | 1                | 1                | 0                     | 0                     | 16    | 1     | 0      |
| Liga Deportiva Universitaria · Ecuador | Total club    | Total club    | 15    | 0     | 1                | 1                | 0                     | 0                     | 16    | 1     | 0      |
| Técnico Universitario · Ecuador        | 1.ª           | 2025          | 5     | 1     | 0                | 0                | —                     | —                     | 5     | 1     | 0      |
| Técnico Universitario · Ecuador        | Total club    | Total club    | 18    | 1     | 0                | 0                | 0                     | 0                     | 18    | 1     | 0      |
| Vinotinto Ecuador · Ecuador            | 1.ª           | 2025          | 9     | 0     | 0                | 0                | —                     | —                     | 9     | 0     | 0      |
| Vinotinto Ecuador · Ecuador            | Total club    | Total club    | 9     | 0     | 0                | 0                | 0                     | 0                     | 9     | 0     | 0      |
| Total carrera                          | Total carrera | Total carrera | 139   | 4     | 10               | 1                | 4                     | 1                     | 153   | 6     | 1      |
| 1. 2.                                  |               |               |       |       |                  |                  |                       |                       |       |       |        |

## Palmarés

### Campeonatos nacionales
| Título               | Club                         | País    | Año  |
| -------------------- | ---------------------------- | ------- | ---- |
| Serie B de Ecuador   | El Nacional                  | Ecuador | 2022 |
| Serie A de Ecuador   | Liga Deportiva Universitaria | Ecuador | 2024 |
| Supercopa de Ecuador | Liga Deportiva Universitaria | Ecuador | 2025 |

## Vida personal
Es hermano de Anderson Julio y medio hermano de Jhojan Julio, quienes también son futbolistas.